# Kenji Goto
Kenji Goto (後藤 健二 Gotō Kenji?), (Sendai, 29 de noviembre de 1967 - Siria 31 de enero de 2015) fue un periodista independiente de video japonés cubriendo guerras y conflictos, los refugiados, la pobreza, el sida y la educación infantil en todo el mundo. En octubre de 2014, fue capturado y tomado como rehén en Siria por militantes del Estado Islámico (ISIL), y el 31 de enero de 2015, se informó de que había sido decapitado por sus captores.

## Biografía
Goto nació el 29 de noviembre de 1967 en la ciudad de Sendai, prefectura de Miyagi, Japón. Después de graduarse de la Universidad Hosei en Tokio en 1991, trabajó para una compañía de producción de medios audiovisuales antes de establecer su propia empresa, Prensa Independiente, en 1996. También trabajó con organizaciones de las Naciones Unidas como UNICEF y ACNUR.
Realizó informes en países devastados por la guerra en todo el mundo, especialmente en África y Oriente Medio, centrándose en la vida y la humanidad de los ciudadanos de a pie en los momentos difíciles. Sus trabajos incluyen libros y DVD sobre los diamantes de sangre y los niños soldados en Sierra Leona, el conflicto de Ruanda y sus sobrevivientes, una madre adolescente en una "aldea del SIDA" de Estonia, y sobre las niñas y la educación en Afganistán. En 2006, ganó el Premio del Libro Infantil Sankei para su libro de 2005 titulado Daiyamondo yori Heiwa ga Hoshii.
Sus reportajes de vídeo aparecieron en canales televisivos japoneses incluyendo NHK y TV Asahi.
Goto se convirtió al cristianismo en 1997, y era miembro de una Iglesia Unida de Cristo en Japón y miembro de una parroquia en Den-en-Chofu, Tokio.
En octubre de 2014, la esposa de Goto, Rinko Jogo, tuvo un bebé, el segundo hijo del periodista, que también tenía una hija mayor de un matrimonio anterior.

## Secuestro y muerte en Siria
Goto fue reportado como desaparecido en Siria en octubre de 2014 después de entrar a través de Turquía para rescatar a un rehén japonés, Haruna Yukawa, que había sido capturado por militantes del Estado Islámico (ISIS) en agosto. Él apareció en un video difundido por militantes del ISIL el 20 de enero de 2015, en la que exigían 200 millones de dólares al gobierno de Japón por la vida de Goto y Yukawa. Su madre, Junko Ishido, hizo un llamado a ISIL por la vida de su hijo en una conferencia de prensa celebrada en el club de Corresponsales Extranjeros de Japón en Tokio el 23 de enero. El 24 de enero el ISIS publicó una foto de Goto sosteniendo una foto de Haruna Yukawa decapitado. En una cinta de audio adjunta a la imagen, Goto culpó al gobierno japonés por la muerte de su "compañero de celda" y afirmó que ISIS podría salvar la vida de Goto e intercambiarlo por Sajida Mubarak Atrous al-Rishawi, una atacante suicida que participó en las explosiones de Amán de 2005. El 29 de enero, la esposa de Goto, Rinko Jogo, lanzó un llamado a sus captores a través de la Fundación Rory Peck, una organización con sede en Reino Unido que apoya a los periodistas independientes. El 31 de enero de 2015, ISIS dio a conocer un video que supuestamente mostraba a Goto decapitado.